# Jean Rouaud
Jean Rouaud (Campbon, Loire-Atlantique, 13 december 1952) is een Franse schrijver. Hij ontving de Prix Goncourt in 1990 voor zijn eerste roman: Les Champs d'honneur (De velden van eer).

## Levensloop
Jean Rouaud volgde middelbaar onderwijs van 1962 tot 1969 aan het Lycée Collège in Saint-Nazaire dat hij in 1969 afsloot met een baccalaureaat.
Hij studeerde daarna letterkunde (moderne literatuur) aan de Universiteit van Nantes en behaalde daar zijn masterdiploma in 1975.
Hierna had hij verschillende tijdelijke banen, zoals pompbediende en verkoper van medische encyclopedieën.
In 1978 werd hij aangenomen bij het regionale dagblad Presse-Océan.
Begin jaren ’80 verhuisde hij naar Parijs, waar hij in een boekwinkel werkte en vervolgens zeven jaar lang een krantenkiosk runde in de Rue de Flandres in het 19e arrondissement. In 1988 ontmoette hij Jérôme Lindon, directeur van de Franse uitgeverij Les Éditions de Minuit, die later zijn belangrijkste uitgever zou worden.
De velden van eer, de eerste roman van Jean Rouaud, verscheen in 1990 en werd een groot internationaal succes nadat deze was bekroond met de prestigieuze Prix Goncourt. In Frankrijk werden 600.000 exemplaren verkocht en in meer dan 30 landen verschenen vertalingen.
In de jaren negentig beēeindigde hij zijn werk in de kiosk en schreef hij de twee vervolgdelen die samen met De velden van eer een familietrilogie vormen. Later gevolgd door nog twee delen over zijn moeder.

## Auteurschap

#### De familieromans
De velden van eer is een autobiografische roman waarin de auteur een beeld schetst van het Frankrijk van zijn grootouders  en de wijze waarop zij worden betrokken bij de verschrikkingen van de Eerste Wereldoorlog.
Rouaud schrijft over zijn vader, die lid was van het verzet. Over zijn moeder die het bombardement van de geallieerden in 1943 op Nantes overleefde en over zijn ooms die omkwamen door het gifgas dat werd gebruikt op de slagvelden in Noord-Frankrijk en België. "De lotgevallen van een doodgewone familie worden knap en onnadrukkelijk verweven met de beschrijving van de verschikkingen van de Eerste Wereldoorlog."
Toen Jean Rouaud elf jaar oud was overleed zijn vader. De impact die dit op zijn leven had wordt beschreven in de vervolgroman Illustere voorgangers. Ook in dit boek is de vroegtijdige dood van dierbaren het onderliggende thema.
Zijn eigen puberteit en zijn leven op een internaat in Parijs eind jaren zestig, waar hij zich zoveel mogelijk afzonderde van het studentenleven, wordt beschreven in De wereld bij benadering.
In de twee romans die volgden staat de moeder van Rouaud centraal. Tegen de achtergrond van de snelle veranderingen die plaatsvinden in Frankrijk in het begin van de 20e eeuw beschrijft hij het verdriet en het dagelijkse werk van zijn moeder, die als jonge weduwe een winkel in aardewerk dreef. De titel Voor al uw geschenken verwijst naar een zin op de asbakken die als relatiegeschenk werden gegeven aan goede klanten.
In de laatste roman van zijn familiegeschiedenis In de hemel zoals op aarde laat Rouad vrienden van zijn ouders en bekenden uit het dorp waar hij opgroeide aan het woord. In dit boek geeft hij ook zijn moeder een stem: vanuit het hiernamaals geeft zij haar visie op de gebeurtenissen zoals Rouaud die in zijn eerdere boeken heeft beschreven.
De romancyclus is in het Nederlands vertaald, grotendeels  door Marianne Kaas, en zijn verschenen bij Uitgeverij Van Oorschot.
In 2010 verscheen De beloofde vrouw, eveneens vertaald door Marianne Kaas.

#### Overige werken
Na het verschijnen van de familieromans heeft Jean Rouaud zich ontwikkeld tot een veelzijdige schrijver: hij heeft teksten geschreven voor chansons van Johnny Hallyday en Juliette Greco; hij heeft toneelstukken geschreven, documentaires gemaakt en zelfs een album opgenomen.
Hij publiceerde enkele boeken over de pre-historische schilderingen in de grotten van Lascaux en de grotte Chauvet: Le Paléo-circus (1998), Préhistoires (2007) en La splendeur escamotée de frère Cheval ou le secret des grottes ornées (2018).
In 2007 schreef hij het scenario voor Moby Dick, een stripboek getekend door Denis Desprez.
In 2008 publiceerde hij samen met Dennis Desprez La fiancée juive (De Joodse bruid), een verzameling van acht korte teksten en een blues song, gecomponeerd en uitgevoerd door Rouaud zelf, die ook te vinden is op de cd die bij het boek wordt geleverd.
Rouaud is ook een bekende columnist. Hij publiceerde teksten in het Franstalige Zwitserse dagblad Le temps, en in de Franse dagbladen Libération en L’Humanité.

## Werken (in Nederlandse vertaling)

#### De familieromans
- 1990: Les Champs d'honneur. Nederlandse vertaling: De velden van eer. Vertaald door Frans de Haan en Marianne Kaas. Uitgeverij Van Oorschot, Amsterdam, 1991
- 1993: Des hommes illustres. Nederlandse vertaling: Illustere voorgangers. Van Oorschot, 1994
- 1996: Le Monde à peu près. Nederlandse vertaling: De wereld bij benadering. Van Oorschot, 1997
- 1998: Pour vos cadeaux. Nederlandse vertaling: Voor al uw geschenken. Van Oorschot, 1999
- 1999: Sur la scène comme au ciel. Nederlandse vertaling: In de hemel zoals op aarde. Van Oorschot, 2001

#### Romans
- 2009: La Femme promise. Nederlandse vertaling: De beloofde vrouw. Vertaald door Marianne Kaas. Uitgeverij Van Oorschot, 2010